# Villaggio Falck
Il Villaggio Falck è un villaggio operaio edificato nel XX secolo a Sesto San Giovanni, nei pressi di Milano. Venne realizzato come espansione del Villaggio Attilio Franco, delle omonime fonderie sestesi, risalente al 1908 e fu costruito a partire dagli anni venti per rispondere alla continua e crescente esigenza di residenze per gli operai degli stabilimenti Falck.
Le prime abitazioni furono inserite in lotti separati e definiti da una viabilità interna e la toponomastica originaria (via Bergamo, via Brescia, via Lecco) faceva riferimento ai luoghi della prima immigrazione di manodopera impegnata nelle lavorazioni siderurgiche. Il villaggio disponeva di una scuola materna, tra le prime in Italia ad adottare il metodo Montessori, una scuola elementare, una chiesa, una farmacia e diversi negozi.
Durante la seconda guerra mondiale e in particolar modo durante i grandi scioperi del 1943 e 1944 il Villaggio Falck divenne un importante punto di riferimento per la Resistenza al nazifascismo, al punto da indurre una feroce azione intimidatoria nell'agosto del 1944, quando due operai furono fucilati davanti al Circolo San Giorgio e i loro cadaveri esposti come ammonimento. A memoria di questo tragico evento è stata posta una lapide vicino al villaggio.

## Caratteristiche
Il Villaggio Falck è stato realizzato in epoche diverse e include diciotto fabbricati residenziali. Dagli anni venti si realizzarono le prime dieci unità di due piani, provviste di giardino, orti e lavatoi. Nel 1935 il villaggio fu esteso verso est con l'inserimento di altri due edifici e con la realizzazione di servizi per la popolazione quali il Circolo San Giorgio. Tra gli anni quaranta e l'inizio degli anni cinquanta furono aggiunti sei edifici e vennero eliminati gli orti. Nonostante le diverse epoche degli interventi edilizi, il complesso ha un carattere unitario, grazie anche alla coerenza nella scelta dei materiali e ha un disegno omogeneo dei fronti. Attualmente è ancora in uso e abitato, sebbene alcuni servizi siano stati soppressi. Attualmente, l'edificio adibito in origine a circolo operaio ospita un albergo della catena Best Western.